# Sommer-Universiade 2017/Teilnehmer (Luxemburg)
| Gelbes Symbol für Goldmedaillen mit stilisierten Olympischen Ringen | Graues Symbol für Silbermedaillen mit stilisierten Olympischen Ringen | Braundes Symbol für Bronzemedaillen mit stilisierten Olympischen Ringen |
| ------------------------------------------------------------------- | --------------------------------------------------------------------- | ----------------------------------------------------------------------- |
| —                                                                   | —                                                                     | —                                                                       |

Von Luxemburg wurden elf Sportler, sechs Frauen und fünf Männer, zur Sommer-Universiade 2017 entsandt.

## Fechten
Flavio Giannotte

## Judo
Bilgee Bayanaa, Kim Eiden, Tom Schmitt

## Leichtathletik
Der luxemburgische Leichtathletikverband (FLA) selektionierte vier Athleten (zwei Frauen und zwei Männer) für die Universiade in Taipeh.

### Frauen

#### Laufdisziplinen
| Athletin         | Disziplin | Vorlauf     | Vorlauf | Halbfinale  | Halbfinale | Finale        | Finale        |
| Athletin         | Disziplin | Zeit        | Platz   | Zeit        | Platz      | Zeit          | Platz         |
| ---------------- | --------- | ----------- | ------- | ----------- | ---------- | ------------- | ------------- |
| Charline Mathias | 0800 m    | 2:11,18 m   | 18      | 2:03,59 min | 9          | ausgeschieden | ausgeschieden |
| Vera Hoffmann    | 1500 m    | 4:32,18 min | 16      |             |            | ausgeschieden | ausgeschieden |
| Charline Mathias | 1500 m    | 4:22,63 min | 12      |             |            | 4:22,38 min   | 7             |

### Männer

#### Laufdisziplinen
| Athlet          | Disziplin | Vorlauf | Vorlauf | Halbfinale | Halbfinale | Finale | Finale |
| Athlet          | Disziplin | Zeit    | Platz   | Zeit       | Platz      | Zeit   | Platz  |
| --------------- | --------- | ------- | ------- | ---------- | ---------- | ------ | ------ |
| Charles Grethen | 800 m     |         |         |            |            |        |        |
| Charles Grethen | 1500 m    |         |         |            |            |        |        |

#### Sprung/Wurf
| Athlet       | Disziplin  | Qualifikation | Qualifikation | Finale     | Finale |
| Athlet       | Disziplin  | Weite/Höhe    | Platz         | Weite/Höhe | Platz  |
| ------------ | ---------- | ------------- | ------------- | ---------- | ------ |
| Kevin Rutare | Hochsprung |               |               |            |        |

## Tischtennis
Tessy Lena Gonderinger, Danielle Konsbruck, Annick Gabriell Stammet